# Fall Stettin
Fall Stettin – akcja Gestapo skierowana przeciwko księżom katolickim pracującym w Szczecinie i na Pomorzu. 
W luterańskim Szczecinie istniała tylko jedna parafia rzymskokatolicka, funkcjonująca przy kościele św. Jana Chrzciciela. To tam pracowali księża będący ofiarami akcji Fall Stettin: ks. Herbert Simoleit, bł. Karol Lampert o. Friedrich Lorenz OMI. Podobna sytuacja była w całej prowincji Pomorze, gdzie katolicka diaspora stanowiła mniejszość. 
W celu zdobycia dowodów na prowadzoną przez katolików działalność antyhitlerowską, gestapo posłużyło się swoim agentem o pseudonimie inż. Georg Hagen – naprawdę nazywał się Franz Pissaritsch. Szybko zdobył zaufanie szczecińskich katolików, w tym duchownych. W nocy z 4 na 5 lutego 1943 w Szczecinie, Greifswaldzie, Wolgaście, Borzysławcu pod Goleniowem, Zinnowitz na wyspie Uznam, w Parchimie aresztowano 40 osób, w tym 11 duchownych rzymskokatolickich. W czasie akcji aresztowano również Alberta Hirscha – proboszcza z Borzysławca, który został zamęczony w obozie.
Akcja miała dowieść, że hierarchowie Kościoła prowadzą działalność szpiegowską na rzecz aliantów. Podczas rewizji szukano materiałów, które mogłyby to potwierdzić. Księży Simoleita, Lorenza i Lamperta sąd wojskowy skazał na karę śmierci – 13 listopada 1944 zostali ścięci w więzieniu w Halle w Saksonii. Pochowano ich na cmentarzu przy tamtejszym kościele św. Gertrudy.  